# ニコンシステム
株式会社ニコンシステム（英: Nikon Systems Inc）は、神奈川県横浜市西区に本社を置く、日本の企業。ニコンの完全子会社である。

## 事業内容

### インダストリアルシステム事業
- 半導体/液晶露光装置制御ソフトウェア
- 半導体製造ライン関連システム
- 工場内生産・計測機器制御システム
- 制御・画像処理ボード

### デジタルメディア事業
- デジタルカメラ等画像関連機器の電子回路設計、ファームウェア
- 画像処理アルゴリズム
- 画像認識エンジン
- 映像機器関連製造設備
- 画像解析・評価ツール

### 統合情報システム事業
- 経営情報統合システム
- 会計・販売・生産・物流業務システム
- 画像集配信システム
- 画像ファイリングソフトウェア 等

### 数理解析事業
- 数理/物理解析に基づく高度処理、アルゴリズムの開発と適用
- 構造解析、機構解析、衝撃解析、音響解析

### プレゼンテーション＆コミュニケーション事業
- 取扱説明書
- 人間工学に基づいたユーザーインターフェス技術

## 本社の移転
2024年2月、東京都品川区西大井のニコン大井製作所内より横浜市西区みなとみらいの横浜コネクトスクエア内に本社を移転した。